# Keep It True
Keep It True, aussi abrégé KIT, est un festival allemand de heavy metal organisé annuellement à Lauda-Königshofen.

## Histoire
Prévu à l'origine pour se dérouler sur une journée le samedi, Keep It True est complété dès la deuxième année par un warm-up officiel le vendredi. Alors que le premier warm-up avait eu lieu sous une tente à proximité du lieu de la manifestation sur le terrain de l'Alibi, il est déplacé au KIT III dans le Pfarrkeller de Lauda. Mais comme cette salle était déjà devenue trop petite pour le festival suivant, ils déménagent dans le petit gymnase de Dittigheim, où le warm-up show a lieu jusqu'au KIT VIII. Pour le warm-up show, il fallait acheter un billet d'entrée séparé. Du KIT VII au KIT IX, il n'y avait plus qu'un petit festival à Dittigheim en novembre, sans spectacle d'échauffement.
Le KIT X a lieu pour la première fois en avril 2008 dans la Tauberfrankenhalle de Lauda-Königshofen sous la forme d'une manifestation à part entière de deux jours. La onzième édition du festival en novembre 2008, qui se déroule une fois à Wurtzbourg, met fin aux éditions biannuelles. Depuis avril 2009, le festival a lieu une fois par an en avril sous la forme d'une manifestation de deux jours sans warm-up.
En 2020, le Keep It True est annulé en raison de la pandémie de Covid-19. En 2021, le Keep It True de Königshofen doit également être annulé, car la Tauberfrankenhalle est utilisée comme centre de vaccination du district pendant la pandémie de Covid-19 dans le district de Main-Tauber. Un Keep It True initialement prévu en 2022 à Königshofen est reporté à 2023, et a lieu. Peu avant le festival de 2024, il est annoncé pour 2025 que le prix d'entrée serait à nouveau abaissé de 129 à 109 euros en 2025. Cette baisse de prix a eu lieu en réaction aux critiques des festivaliers.
En novembre 2021, un deuxième festival au style similaire, le Keep It True Rising, est organisé pour la première fois dans la Posthalle de Wurtzbourg, la Tauberfrankenhalle de Königshofen n'ayant pas pu être utilisée. Le Keep It True Rising se tient également début octobre en 2022 et 2023 dans la Posthalle de Wurtzbourg et devrait avoir lieu pour la dernière fois en 2024, les organisateurs souhaitant se concentrer à nouveau sur le Keep It True proprement dit.
Avec le Hammer of Doom et le Metal Assault, d'autres festivals spécifiques au genre sont issus du KIT.

## Accueil
La presse spécialisée attribue parfois de mauvaises notes à des groupes qui étaient manifestement mal rodés en raison d'une longue pause créative (p. ex. Hallows Eve) ou dont le son ne correspond pas aux attentes,. L'organisation et le déroulement du festival sont toutefois jugés unanimement positifs,.

## Programmations

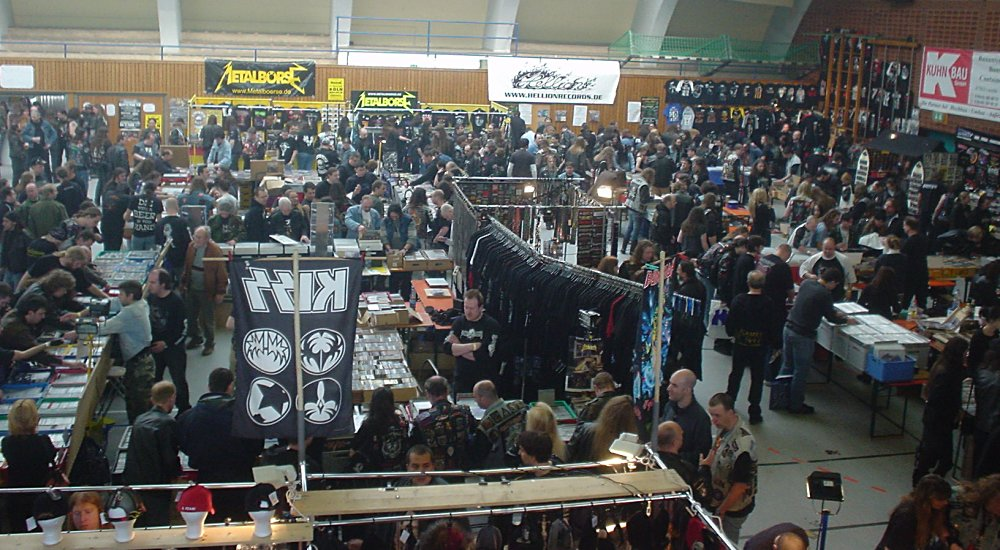
KIT VI.

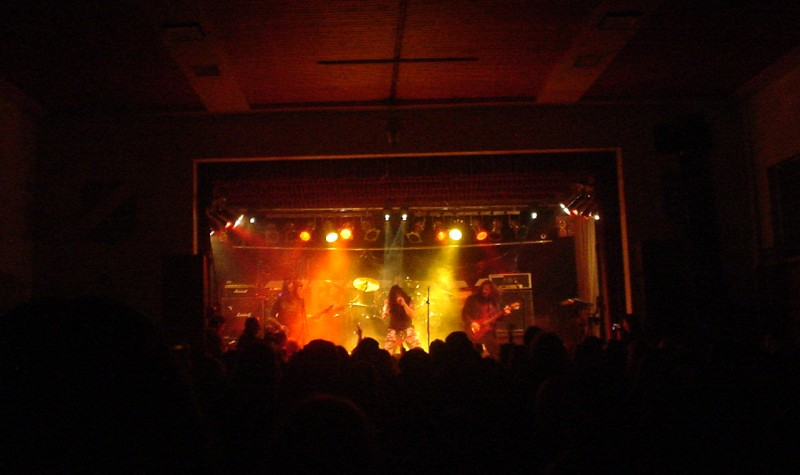
Drifter au Sporthalle Dittigheim du warm-up-show, KIT VI.

### 2003–2009
- Keep It True I (19 juillet 2003)

Festival : Eternal Reign, Bloodstained, Gunfire, Malediction, Killer, Killers, Solitaire, Doomsword, Majesty, Brocas Helm, Omen, Solemnity.
- Keep It True II (9-10 avril 2004)

Warm-up-show : Wotan, Battleroar, Battle Ram, Ritual Steel
Festival : Holy Martyr, Ironsword, Dark Quarterer, Elixir, Wizard, Attacker, Cloven Hoof, Majesty, Blitzkrieg, Halloween, Manilla Road.
- Keep It True III (5-6 novembre 2004)

Warm-up-show : Rain, Ligeia, Ram, Destiny
Festival : Repent, Metal Inquisitor, Rottweiler, Witchfynde, Sacred Steel, Jaguar, Tyrant’s Reign, Stormwitch, Hallows Eve, Helstar, Destination's Calling.
- Keep It True IV (1-2 avril 2005)

Warm-up-show : Lanfear, Martyr, Adramelch, Shadowkeep
Festival : Insane, Paragon, Thunder Rider, Torch, Overlorde, Majesty, Deadly Blessing (première apparition après 17 ans d'absence sur scène), Count Raven, Agent Steel, Vortex.
- Keep It True V (4-5 novembre 2005)

Warm-up-show : Strikelight, Emerald, Powergod, Anvil
Festival : Ignitor, Forsaken, Stormwarrior, Skullview, Slough Feg, Intruder, Ruffians, Jag Panzer, Raven, Virgin Steele.
- Keep It True VI (7-8 avril 2006)

Warm-up-show : Dantesco, Seven Witches, Drifter, Assassin, Demon
Festival : Wotan, Powervice, Darkness, Axehammer, Silver Fist, Grim Reaper, Paradox, Solitude Aeturnus, Ross the Boss, Riot, Exciter.
- Keep It True VII (4 novembre 2006, Sporthalle Dittigheim)

Heir Apparent, Ross the Boss (en remplacement de Flotsam and Jetsam), Onslaught, Wolf, Warhammer, Arctic Flame, Messenger.
- Keep It True VIII (13-14 avril 2007)

Warm-up-show : Destructor, Tankard, Warrant, Ivory Night
Festival : Lääz Rockit, Diamond Head, Sabbat, Lethal, Destructor, Piledriver, Defender, Twisted Tower Dire, Bullet, Cauldron.
- Keep It True IX (3 novembre 2007, Sporthalle Dittigheim)

Leatherwolf, Hirax, Sacred Oath, Pagan Altar, Steel Assassin, Portrait, Enforcer.
- Keep It True X (4-5 avril 2008, Tauberfrankenhalle Lauda-Königshofen)

4 avril : Battleroar, Strike Master, Merciless Death, Sentinel Beast, Metal Inquisitor, Attacker, Omen, Helstar, Titan Force.
5 avril : Battle Ram, Fueled by Fire, Demon Eyes, Crescent Shield, Pharaoh, Cage, Doomsword, Heathen, Manilla Road, Jag Panzer.
- Keep It True XI (15 novembre 2008, Posthalle Wurtzbourg)

Hellhound, Cast Iron, Timelord, Faith Factor, Evil, Artillery, Tokyo Blade, Girlschool, Nasty Savage, Flotsam and Jetsam.
- Keep It True XII (24-25 avril 2009, Tauberfrankenhalle Lauda-Königshofen)

24 avril : Lizzy Borden, Abattoir, Tyrant, Exxplorer, Exumer, Ruthless, Cloven Hoof, Aska, Atlantean Kodex, In Solitude.
25 avril : Armored Saint, Picture, Zouille, Living Death, Rigor Mortis, Militia, The Gates of Slumber, Procession, Deja Vu.

### 2010–2014
- Keep It True XIII (23-24 avril 2010, Tauberfrankenhalle Lauda-Königshofen)

23 avril : Steelwing, Roxxcalibur, Crystal Viper, Emerald, Obsession, Anacrusis, Watchtower, Savage Grace, Omen.
24 avril : Mortician, Heart of Cygnus, RAM, ADX, Kalapacs, Warrant, Satan’s Host, Tygers of Pan Tang, Demon, Fifth Angel.
- Keep It True XIV (29-30 avril 2011, Tauberfrankenhalle Lauda-Königshofen)

29 avril : Masters of Metal (Agent Steel), Vicious Rumors, Griffin, Breaker, Brocas Helm, Slauter Xstroyes, Bitch, Damien Thorne, Hellhound, Alpha Tiger.
30 avril : Crimson Glory, Malice, Satan, Sacrifice, Sledge Leather, Death Dealer, Metalucifer, Saracen, Enforcer, Sign of the Jackal.
- Keep It True XV (27-28 avril 2012, Tauberfrankenhalle Lauda-Königshofen).

27 avril : Psychotic Waltz, Sword, Slough Feg, Mystic Force, Oz, Adramelch, Witch Cross, Portrait, Cauchemar.
28 avril : Arch/Matheos, NWoBHM-Allstar-Band, Anvil, Tytan, Tension, Whiplash, Ostrogoth, Sentinel Beast, Fueled by Fire, Volture.
- Keep It True XVI (19-20 avril 2013, Tauberfrankenhalle Lauda-Königshofen).

19 avril : Borrowed Time, Eliminator, Air Raid, High Spirits, Morbid Saint, Quartz, Holocaust (en remplacement de Razorwyre), Medieval Steel, Liege Lord, Possessed.
20 avril : Evil Invaders (en remplacement de Anvil Bitch), Attic, Toranaga, Midnight, October 31, Legend, Jack Starr, Steel Prophet, Angel Witch, Warlord.
- Keep It True XVII (25-26 avril 2014, Tauberfrankenhalle Lauda-Königshofen).

25 avril : Stallion (en remplacement de Masque), Ranger, Deep Machine, Karion, Battleaxe, Hexx, Sinner, Atlantean Kodex, Warrior (en remplacement de Dark Angel), Flotsam and Jetsam, Jag Panzer.
26 avril : Iron Kingdom, Night Demon, Iron Curtain, Persian Risk, Vardis, Lethal, Toxik, Metal Church.

### 2015–2019
- Keep It True XVIII (24-25 avril 2015, Tauberfrankenhalle Lauda-Königshofen).

Exciter, Riot V, Uli Jon Roth, Titan Force, Mpire of Evil, Leatherwolf, Shok Paris, Fist, At War, Heathen's Rage, Jutta Weinhold Band, Blaspheme, Mindless Sinner, Artizan, Cobra (Pérou), Iron Thor, Mausoleum Gate, The Unholy, Sacral Rage.
- Keep It True XIX (29-30 avril 2016, Tauberfrankenhalle Lauda-Königshofen) : Fates Warning, Razor, Ross the Boss (annoncés comme « Secret Band »), Heir Apparent, Praying Mantis, The Rods, Rock Goddess, Tokyo Blade, Kenn Nardi, Artch, Thrust, SDI, Mythra, Ski, Iron Cross, Savage Master, Dexter Ward, Terminus, Metalian.

- Keep It True XX (28-29 avril 2017, Tauberfrankenhalle Lauda-Königshofen)[26] : Cirith Ungol, Manilla Road, Omen, Ashbury, Medieval Steel, Q5, Atrophy, Leather Leone, Atlantean Kodex, Majesty, Night Demon, Traitors Gate, Visigoth, Wytch Hazel, Eternal Champion.

- Keep It True XXI (27-28 avril 2018, Tauberfrankenhalle Lauda-Königshofen)[27] : Alien Force, Demon, Heavy Load, Flotsam and Jetsam, Raven, Hittman, Winterhawk, Steve Grimmett’s Grim Reaper, Siren, Saracen, Cerebus, Blaspheme, Taist of Iron, Stalker, Ironflame, Exhorder.

- Keep It True XXII (26-27 avril 2019, Tauberfrankenhalle Lauda-Königshofen)[28] : Mark Shelton (Manilla Road) Tribute, Arija, Sortilège, Agent Steel, Satan, Vicious Rumors, Anthem, Culprit, Cities, Texas Metal Legion, Midnight, Solstice, Sacred Rite, Juggernaut, Witherfall, Idle Hands, Traveler, Sabïre.

### 2020–2024
- Keep It True Rising (19-20 novembre 2021, Posthalle Würzburg)[29] : Candlemass, Triumph of Death, Kate's Acid, Ostrogoth, Velvet Viper, Seven Sisters, Century, The Night Eternal, Venator, Blind Guardian, Demon, Atlantean Kodex, Praying Mantis, Killer, Nestor, Wheel, Megaton Sword, Sphinx.

- Keep It True Rising 2 (30 septembre, 1-2 octobre 2022, Posthalle Würzburg)[30] : Steve Grimmett Tribute, Holocaust, Saracen, Mythra, Kev Riddles’ Baphomet, Witch Cross, Saxon, Diamond Head, Paul Di'Anno, Tygers of Pan Tang, Quartz, Avenger, Blitzkrieg, Demon Pact, Wytch Hazel, Riot City, Konquest, Venom Inc., Riot V, Satan, Tyrant, Gravestone, Cloven Hoof, Torch, Tytan, Tentation, Iron Fate.

- Keep It True Rising III (6-7 octobre 2023, Posthalle Würzburg)[31] : Amethyst, Witchunter, Triumpher, Destructor, Q5, Evil Invaders, Omen, Alive and Dangerous, Flotsam and Jetsam, Doro, Tailgunner, Claymorean, Wizzard, Phantom Spell, Ambush, Metalucifer, Enforcer, Watchtower, Metal Church, Udo Dirkschneider.

- Keep It True XXIII (2023, Tauberfrankenhalle Lauda-Königshofen) : Aria, Cirith Ungol, Crypt Sermon, Geoff Tate, Heathen, Helstar, Infernal Majesty, Old Mother Hell, Sanctuary, Sanhedrin, Slough Feg.

- Keep It True Rising IV (4-5 octobre 2024)[32] : Crimson Glory, Pentagram, Cirith Ungol, Nasty Savage, Y&T, Leather Leone, Victory, Crystal Viper, Savage (Special Set Loose'n Lethal), Savage Master, Hellwitch, Traveler, Legendry, Shadows of Chile.